# Bony

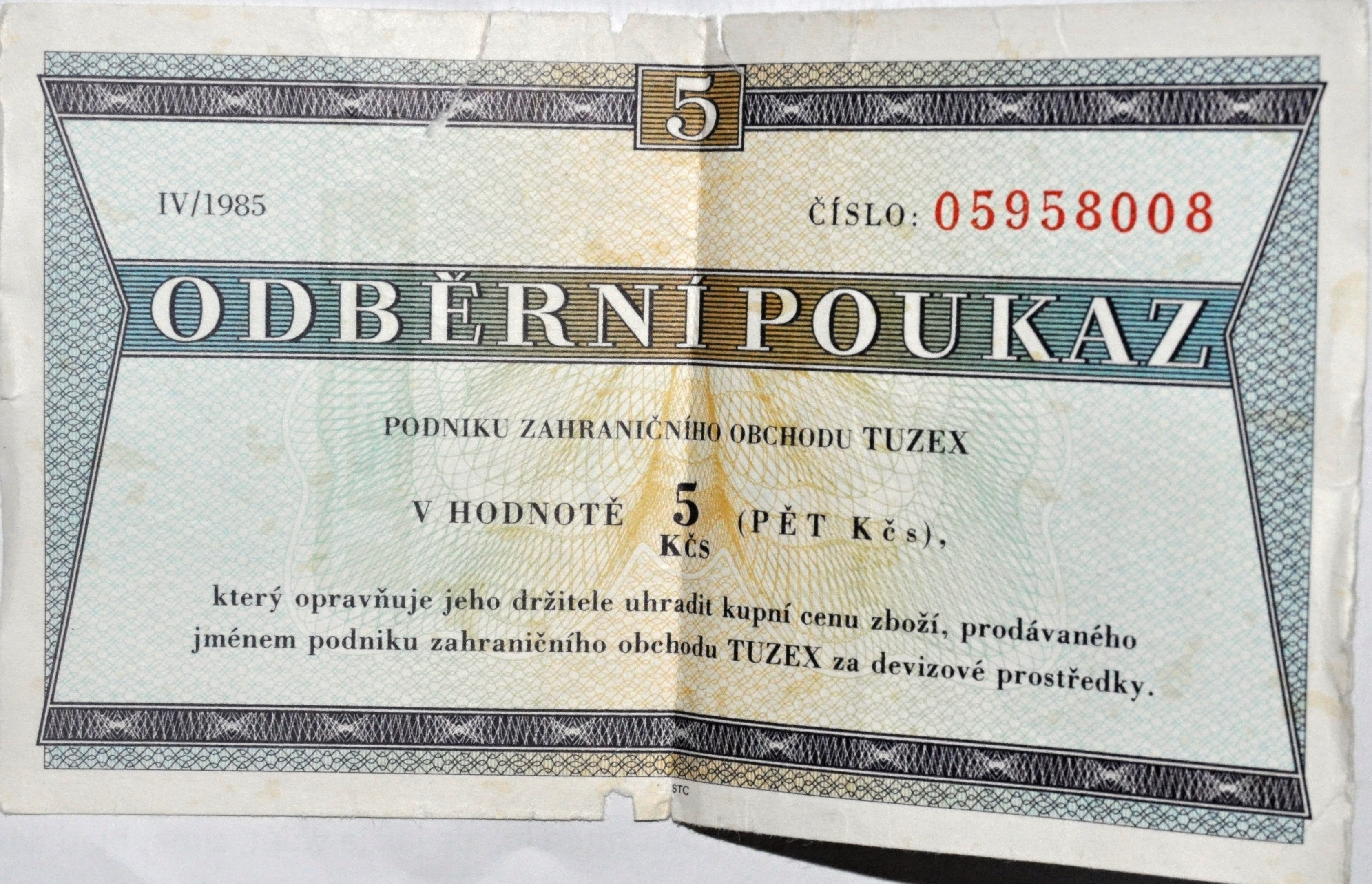
Bon v hodnotě 5 Kčs

Bon (z německého der Bon – poukázka, dobropis, což je z francouzského bon – dobrý, v množném čísle bony, také tuzexové poukázky, tuzexové koruny, odběrní poukazy) byla poukázka, jakými se platilo zahraniční nebo luxusní zboží ve speciálních prodejnách Tuzex. Bony bylo možné oficiálně získat formou mzdy za práci v zahraničí. Zpravidla vše se praktikovalo tak, že zaměstnavatel sám převáděl mzdu pracovníka ze zahraniční měny na tuzexové koruny a ty ukládal na soukromé konto pracovníka do banky. Bony nebyly zpětně směnitelné a platily pouze na území ČSSR.
Lidé, kteří neměli přístup k valutám, mohli koupit bony pouze na černém trhu od nelegálních překupníků – tzv. veksláků. Oficiálně měl jeden bon hodnotu jedné koruny. Na černém trhu se 1 bon v osmdesátých letech 20. století prodával přibližně za 5 Kčs.